# المريض الإنجليزي
تتعلق هذه المقالة برواية المريض الإنكليزي، للفيلم المأخوذ عنها أنظر: المريض الإنكليزي (فيلم)
المريض الإنكليزي (بالإنجليزية: The English Patient)‏ رواية للكاتب السيرلانكي مايكل أونداتجي صدرت في 1992 وفازت بجائزة بوكر مان لتلك السنة، وترجمت إلى أكثر من ثلاثمائة لغة منها العربية، كما أنتج فيلم عنها في 1996. تحكي الرواية عن رجل محترق بالكامل له تاريخ غامض، وممرضته الكندية، ولص كندي هو صديق والد الممرضة، ولغام سيخي برتبة ملازم، في أجواء الحرب العالمية الثانية.

## الحبكة
تنقسم الرواية إلى عشرة فصول تقدم سير الشخصيات الأربع، وعوالمها بشكل متداخل، تبدأ من المريض الإنكليزي المحترق بكامله وممرضته الكندية التي تقرر البقاء معه في فيلا مهدمة في إيطاليا أواخر الحرب العالمية الثانية. تحاول الممرضة هانا الاقتراب من عالم المريض الإنكليزي الذي نسي اسمه، والهرب من عالمها الذي تواجه فيه موت أبيها في الحرب، وعبثية الحرب. يظهر ديفد كارافاجيو، وهو صديق قديم لوالدها، وينضم إليهما في عزلتهما، ثم يعقبه اللغام السيخي كيربال سنغ الذي يرتبط بهانا.
يتعرف كارافاجيو على شخصية المريض الإنكليزي باعتباره الكونت الهنغاري لازلو دو ألماشي من الجمعية الملكية الجغرافية، ويتذكر ألماشي عشيقته كاثرين كليفتون، زوجة جيوفري كليفتون، وموتهما المأساوي في حادث خطط له الزوج ليقتل ثلاثتهم. كما يتذكر رحلاته الطويلة في الصحارى العربية، وكتبه، واكتشافاته.
تصبح معرفة هانا باللغام السيخي كيربال سنغ (كيب) أعمق، لكنهما يصلان إلى نهاية مسدودة بسبب تأثر كيب الشديد بالقنابل النووية التي أُلقيت على هيروشيما ونكازاكي، واعتقاده الجازم بأن هذه القنبلة ما كان لها أن تُلقى على أمة بيضاء، ولو كانت ثمناً لانتهاء الحرب. بينما تنسحب هانا إلى الداخل.

## الشخصيات
- لازلو دو ألماشي (ألمازي Almásy): المريض الإنكليزي، كونت هنغاري، ومستكشف كان يعمل مع الجمعية الملكية الجغرافية البريطانية قبل الحرب، تلميذ لهيرودوت، يحتفظ بنسخة من كتابه معه أينما حل. يقع ألماشي في حب كاثرين كليفتون زوجة جيوفري كليفتون العامل مع الاستخبارات العسكرية البريطانية، ويُصنف منذ بدء علاقته بها كعدو. تنهي كاثرين علاقتها به فيسقط فريسة للشكوك والمخاوف، ثم تسقط طائرته محترقه فينقذه العرب الجائلون في الصحراء ليساعدهم في تمييز أنواع البنادق، وينتهي مع الممرضة هانا باعتباره إنكليزياً.
- هانا: ممرضة كندية تفقد والدها في الحرب، وتشعر بضياع عالمها، تتعلق هانا بالمريض الإنكليزي وتبقى معه في دير إيطالية مهجورة. تحاول البحث عن زوجة أبيها المتوارية كلارا، وتقيم علاقة مع اللغام السيخي كيب تنتهي بتخليها عنه بسبب شخصيته الصامتة.
- كيب: كيربال سنغ، لغام سيخي ينحدر من أسرة يذهب فيها الابن الأول إلى الجيش، فيما يصبح الثاني طبيباً، كيب هو الابن الثاني الذي يتطوع في فوج للسيخ بعد رفض أخيه الأكبر للعمل مع البريطانيين. يصبح كيب صديقاً للمريض الإنكليزي ويتشاطر معه بعض الأفكار، ويقيم علاقة مع هانا تنتهي بابتعادها عنه. يبتعد كيربال سنغ عن أصدقائه البيض بسبب شعوره بالظلم الفادح الذي يوقعه البيض على الأمم غير البيضاء.
- ديفد كارافاجيو: لص كندي، عمل أثناء الحرب لصالح الحلفاء، قُبض عليه وقُطع إبهاماه. هو صديق والد هانا، وينضم إليها في الفيلا التي تقيم فيها مع الإنكليزي. كارافاجيو مدمن على المورفين، ويغذي المريض الإنكليزي به ليحمله على تذكر ماضيه. يتعرف كارافاجيو شخصية المريض الإنكليزي الحقيقية قبل أن يعرف المريض عن نفسه.
- كاثرين كليفتون: كانت تعمل مع زوجها ضمن فريق الجمعية الملكية الجغرافية، وقعت في حب الكونت الهنغاري ألماشي، ثم قطعت علاقتها به لئلا تقود زوجها إلى الجنون.
- جيوفري كليفتون: زوج كاثرين كليفتون، كان يعمل مع الجمعية الملكية الجغرافية كغطاء لمهمته السرية مع الحلفاء، ينتحر كليفتون بإسقاط طائرته التي تحمله وزوجته، مخططاً لقتل ألماشي معهما في الحادث، أو لقتله عطشاً في الصحراء بضياع وسيلة خروجه الوحيدة.

## التأثيرات
يُشار في الرواية إلى رواية أنا كارنينا للكاتب الروسي ليو تولستوي، باعتبار أن حالة كليفتون مع خيانة زوجته وانتمائه إلى مجتمع يعتبر ما يحدث له شأنا خاصاً بالمجتمع تشبه حالة ستيبا أوبولونسكي شقيق أنا كارنينا، وانتمائه إلى مجتمع أرستقراطي اعتبر الحادثة شأناً من شؤونه. كما تشير إلى تشابه شخصية كليفتون مع شخصية وردت في كتابات هيرودوت.
اعتمد الكاتب في روايته على محاضر اجتماعات الجمعية الملكية الجغرافية، وعلى مقالات لبعض الرحالة.

## الترجمة إلى العربية
تُرجمت الرواية إلى العربية في 1997، وصدرت في طبعتين عن دار المدى. ترجمها أسامة إسبر، وراجعها سعدي يوسف. في الترجمة العربية يرد اسم لازلو دو ألماشي باعتباره لادسلو دو ألمازي، الأمر الذي يخالفه نطق الاسم في الفيلم.

## الإنتاجات المرئية
حُولت الرواية إلى فيلم في 1997 أخرجه وكتب السيناريو له أنتوني منغيلا، وقام ببطولته: راف فاينز، جولييت بينوش، كريستين سكوت توماس، وويليم دافو.

## وصلات خارجية
- المريض الإنجليزي على موقع الموسوعة البريطانية (الإنجليزية)

- المريض الإنكليزي من الموسوعة الأدبية (بالإنكليزية)
- من شبح المريض الإنكليزي إلى شبح أنيل الذي أكلته الحرب من جريدة الشرق الأوسط (بالعربية)

## إشارات
1. ↑   https://thebookerprizes.com/the-booker-library/books/the-english-patient. {{استشهاد ويب}}: |url= بحاجة لعنوان (مساعدة) والوسيط |title= غير موجود أو فارغ (من ويكي بيانات) (مساعدة)
2. ↑  مايكل أونداتجي. المريض الإنكليزي. ترجمة: أسامة إسبر. مراجعة: سعدي يوسف. الطبعة الثانية. 1997
3. ↑  مايكل أونداتجي. المريض الإنكليزي. ايضاحات.